# رانگسیا نیسایسوم
رانگسیا نیسایسوم (انگلیسی: Rangsiya Nisaisom؛ متولد ۱۱ ژوئن ۱۹۹۴) یک تکواندوکار تایلندی است. وی در مسابقات قهرمانی تکواندو جهان ۲۰۱۱ در گیونگجو کره جنوبی مدال طلا را در وزن ۶۲ کیلوگرم زنان به دست آورد.